# (2798) Vergilius
(2798) Vergilius (2009 P-L) – planetoida z pasa głównego asteroid okrążająca Słońce w ciągu 3,76 lat w średniej odległości 2,42 j.a. Odkryta 24 września 1960 roku.